# Liste des maires d'Ottawa
Le maire d'Ottawa est le chef de l'exécutif de la ville d'Ottawa. Le poste est occupé depuis le 15 novembre 2022 par Mark Sutcliffe.

## Liste des maires

### Bytown (1847-1855)
- 1847 : John Scott (1er mandat)
- 1848 : John Bower Lewis (1er mandat)
- 1849 : Robert Hervey
- 1850 : John Scott (2e mandat)
- 1851 : Charles Sparrow
- 1852 : Richard William Scott
- 1853 : Joseph-Balsora Turgeon
- 1854 : Henry James Friel (1er mandat)

### Ottawa (1855-2001)
- 1855 - 1857 : John Bower Lewis (2e mandat)
- 1858 - 1859 : Edward McGillivray
- 1860 - 1862 : Alexander Workman
- 1863 : Henry James Friel (2e mandat)
- 1864 - 1866 : Moss Kent Dickinson
- 1867 : Robert Lyon
- 1868 - 1869 : Henry James Friel (3e mandat)
- 1870 - 1871 : John Rochester
- 1872 - 1873 : Eugène Martineau
- 1874 - 1875 : John Peter Featherston
- 1876 : George Byron Lyon-Fellowes
- 1877 : William Henry Waller
- 1878 : Chauncey Ward Bangs
- 1879 - 1881 : Charles Herbert Mackintosh
- 1882 - 1883 : Pierre St. Jean, M.D.
- 1884 : Charles Thornton Bate
- 1885 - 1886 : Francis McDougal
- 1887 - 1888 : McLeod Stewart
- 1889 - 1890 : Jacob Erratt
- 1891 : Thomas Birkett
- 1892 - 1893 : Olivier Durocher
- 1894 : George Cox
- 1895 - 1896 : William Borthwick
- 1897 - 1898 : Samuel Bingham
- 1899 - 1900 : Thomas Payment
- 1901 : William Dowler Morris
- 1901 : James Davidson
- 1902 - 1903 : Fred Cook
- 1904 - 1906 : James Albert Ellis (1er mandat)
- 1906 : Robert A. Hastey
- 1907 - 1908 : D'Arcy Scott
- 1908 : Napoléon Champagne (1er mandat)
- 1909 - 1912 : Charles Hopewell
- 1912 : Edward H. Hinchey
- 1913 : James Albert Ellis (2e mandat)
- 1914 : Taylor McVeity
- 1915 - 1916 : Nelson Davis Porter
- 1917 - 1920 : Harold Fisher
- 1921 - 1923 : Frank Henry Plant (1er mandat)
- 1924 : Henry Watters
- 1924 : Napoléon Champagne (2e mandat)
- 1925 - 1927 : John Paul Balharrie
- 1928 - 1929 : Arthur Ellis
- 1930 : Frank Henry Plant (2e mandat)
- 1931 - 1933 : John J. Allen
- 1934 - 1935 : Patrick Nolan
- 1936 - 1948 : J.E. Stanley Lewis
- 1949 - 1950 : Eddy Bourque
- 1951 : Grenville Goodwin
- 1951 - 1956 : Charlotte Whitton (1er mandat)
- 1957 - 1960 : George H. Nelms
- 1961 - 1964 : Charlotte Whitton (2e mandat)
- 1965 - 1969 : Donald Bartlett Reid
- 1970 - 1972 : Kenneth Hubert Fogarty, Q.C.
- 1972 - 1974 : Pierre Benoit
- 1975 - 1978 : Lorry Greenberg
- 1978 - 1985 : Marion Dewar
- 1985 - 1991 : Jim Durrell
- 1991 : Marc Laviolette
- 1991 - 1997 : Jacquelin Holzman
- 1997 - 2000 : Jim Watson
- 2000 - 2001 : Allan Higdon (intérim)

### Nouvelle ville d'Ottawa (depuis 2001)
| Début du mandat   | Fin du mandat     | Nom            | Parti         |
| ----------------- | ----------------- | -------------- | ------------- |
| 1er janvier 2001  | 1er décembre 2006 | Bob Chiarelli  | Parti libéral |
| 1er décembre 2006 | 1er décembre 2010 | Larry O'Brien  | -             |
| 1er décembre 2010 | 15 novembre 2022  | Jim Watson     | Parti libéral |
| 15 novembre 2022  | en cours          | Mark Sutcliffe | -             |